# شمعية ذيلية
شمعية ذيلية (الاسم العلمي: Peniocereus)، جنس من الصبار المتعرش. يتألف من قرابة 18 نوعًا، توجد من جنوب غرب الولايات المتحدة والمكسيك. تملتك درنة كبيرة باطنية، وسيقان رقيقة وغير واضحة. يأتي اسمها من البادئة penio- (من اللاتينية penis ، بمعنى "الذيل") و Cereus شمعية (نبات)، الجنس الكبير الذي انشق منه.